# Samtgemeinde Bevensen-Ebstorf
La comunità amministrativa di Bevensen-Ebstorf (Samtgemeinde Bevensen-Ebstorf) si trova nel circondario di Uelzen nella Bassa Sassonia, in Germania.

## Suddivisione
Comprende 13 comuni:
1. Altenmedingen
2. Bad Bevensen, città
3. Barum
4. Ebstorf
5. Emmendorf
6. Hanstedt
7. Himbergen
8. Jelmstorf
9. Natendorf
10. Römstedt
11. Schwienau
12. Weste
13. Wriedel

Il capoluogo è Bad Bevensen.